# Putujemo (album)
Putujemo deseti je studijski album makedonskog rock sastava Leb i sol, koji izlazi 1989. godine, a objavljuje ga diskografska kuća Jugoton.
Materijal za album produciraju zajedno s Bratislavom Zafirovskim, a sve skladbe su vokalne. Vlatko Stefanovski autor je osam skladbi, dok je "Sumorno proljeće" skladao Bodan Arsovski, a tekst je napisao Goran Stefanovski. Na materijalu sudjeluju i glazbeni gosti, makedonska pjevačica Kaliopi Bukle (prateći vokali), Zoran Jovanović (saksofon, klarinet), Goce Micanov (saksofon) i Kire Kostov (rog).
U to vrijeme s njima je na klavijaturama svirao Valentino Skenderovski (bivši član sastava 'Memorija'), ali se u sastav vratio Nikola Dimuševski koji je i sudjelovao na snimanju albuma Putujemo. Najveća uspješnica s albuma bila je skladba "Čukni vo drvo", a veći uspjeh zabilježile su i "Istok - zapad (telepatski)" i "Putujemo".
Album nanovo 2006. godine na CD-u objavljuje izdavačka kuća Croatia Records.
Godinu dana nakon što su objavili album Putujemo, Vlatko Stefanovski i Bodan Arsovski osnivaju vlastitu diskografsku kuću 'Third Ear Music'. Prvi album koji su objavili bio je CD pod imenom Zodiac na kojemu se nalazila glazba za istoimeni balet.

## Popis pjesama

### A strana
1. "Istok - zapad (telepatski)" (4:12)
2. "Ima jedno nešto" (4:29)
3. "Čukni vo drvo" (3:42)
4. "Romansa" (4:03)
5. "Trač" (3:58)

### B strana
1. "Putujemo" (4:41)
2. "Otrov i med" (4:36)
3. "Sumorno proleće" (4:12)
4. "Sivo je" (4:48)

## Izvođači
- Vlatko Stefanovski - vokal, gitara
- Dragoljub Đuričić - bubnjevi
- Bodan Arsovski - bas gitara

Glazbeni gosti
- Goce Micanov - saksofon
- Kaliopi Bukle - prateći vokali
- Nikola Dimuševski - klavijature
- Zoran Jovanović - klarinet, saksofon
- Kire Kostov - rog

## Vanjske poveznice
- Discogs - Recenzija albuma